# Terepi
Koordinaten: 58° 10′ N, 27° 16′ O
Terepi ist ein Dorf (estnisch küla) im Südosten Estlands. Es gehört zur Gemeinde Põlva (bis 2017 Mooste) im Kreis Põlva.
Das Dorf hat 38 Einwohner (Stand 1. Januar 2017).